# Marpessa Dawn
Marpessa Dawn (Pittsburgh, Pennsylvania, EUA, 3 de janeiro de 1934 - Paris, França, 25 de agosto de 2008) foi uma atriz norte-americana, que ficou famosa por contracenar com Breno Mello no filme "Orfeu Negro", de Marcel Camus, filme este onde Marpessa fez o papel de Eurídice.
Desde jovem, Marpessa radicou-se na França, onde conheceu Camus. Seu último filme foi "Sept en attente" (1995), de Françoise Etchegaray.
Marpessa morreu em Paris, onde morava, pouco mais de um mês após a morte de Breno.